# Cocada

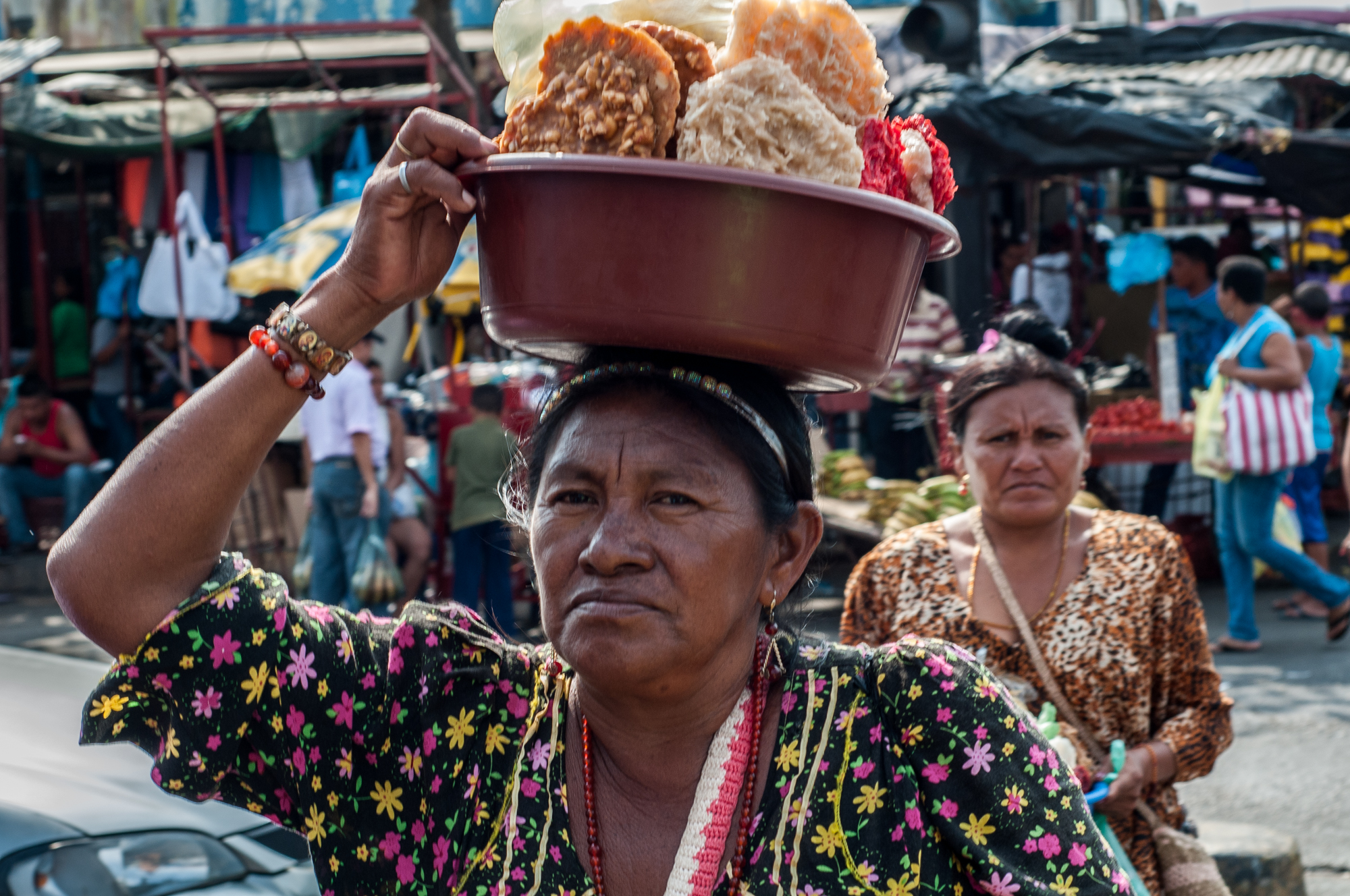
Vendedora de cocadas em Maracaibo, Venezuela.

Cocada é um doce à base de coco, tradicional em várias regiões do mundo, especialmente na América Latina e em Angola. Existem variantes quanto a receita aplicada em diferentes países, como a utilização de gemas, leite, leite condensado, rapadura, amendoim, leite de coco e coco ralado queimado. Para dar sabores variados à cocada, podem ser acrescentadas polpas ou sucos de frutas. Em Angola a variante mais conhecida é a cocada amarela.

## Cultura popular
Na cultura popular, quando alguém se acha muito importante, é dito que ele(a) é (ou se acha) o "rei" ou a "rainha da cocada preta".